# Арт Пепър
Арт Пепър (Art Pepper) е американски джазов музикант, един от най-известните алто саксофонисти и кларинетисти.
За него Скот Яноу от allmusic.com пише: „През 50-те години той е един от малцината алтисти (редом с Лий Кониц и Пол Дезмънд), които съумяват да разработят свое собствено звучене, въпреки грамадното влияние на Чарли Паркър“, както и „Когато Арт Пепър умира на 56 години, той вече е постигнал своята цел – да стане най-великия алтист на света“.

## Биография
Пепър е роден в Гардина, Калифорния. Майка му бяга от дома на родителите си на 14 години; баща му е търговски моряк. И двамата са жестоки алкохолици и Арт Пепър още съвсем малък е изпратен да живее при баба си по бащина линия. Той проявява ранен музикален интерес и талант и баба му го води на уроци. Започва да свири на кларинет на девет години, преминава към алт саксофон на 13 и още тогава започва да свири на Central Avenue, черния квартал на нощните клубове в Лос Анджелис.
Започва кариерата си 17-годишен през 40-те години, свирейки с Бени Картър и Стан Кентън (1946-52). През 50-те години се превръща в един от водещите експоненти на алт саксофона в джаза, едно от доказателствата за което е завършването му на второ място в читателската анкета на сп. „Даун Бийт“ за най-добър алт саксофонист от 1952 година. Заедно с Чет Бейкър, Джери Мълиган и Шели Мен, той е класифициран като представител на джаза от Западното крайбрежие, който е силно свързван с т.нар. хладен джаз. Другата голяма географска разновидност на американския джаз е джаза от Източното крайбрежие, имащ по-голяма връзка с хард бопа, представители на който са Чарли Паркър, Дизи Гилеспи и Майлс Дейвис. Някои от най-известните албуми на Пепър от 50-те са: Art Pepper Meets the Rhythm Section, Art Pepper + Eleven - Modern Jazz Classics, Gettin' Together и Smack Up. Извадки от тази музика са публикувани в The Aladdin Recordings (три тома), The Early Show, The Late Show, The Complete Surf Ride и The Way It Was!, което включва сесия с Уорн Марш.
Кариерата му е прекъсвана няколко пъти заради употребата на хероин, която води до задържането му в затвора. Въпреки това, той се завръща няколко пъти на сцената. Неговата пристрастеност към наркотиците и проблеми с правосъдието не оказват влияние върху качеството на записите му, които остават на висота до смъртта му от мозъчен кръвоизлив.
Последното му завръщане е с Биг Бенда на Бъди Рич от 1968 до 1969. През 1977 и 1978 прави две успешни турнета в Япония. През този период записва два албума — Goin' Home с Джордж Кейбълс и Winter Moon със струнен оркестър – които са едни от любимите му и които той смята за едно от върховите си постижения.

## Дискография
Като лидер:
- 1951 Popo – w/ Shorty Rogers (Xanadu Records)
- 1952 The Early Show (Xanadu Records)
- 1952 The Late Show (Xanadu Records)
- 1952 Surf Ride (Savoy)
- 1952 A Night at the Surf Club, Vol. 1 [live] (EPM)
- 1952 A Night at the Surf Club, Vol. 1 [live] (Xanadu)
- 1952 A Night at the Surf Club, Vol. 2 [live] (EPM)
- 1952 A Night at the Surf Club, Vol. 2 [live] (Xanadu)
- 1952 Art Pepper: Sonny Redd (Savoy)
- 1953 Art Pepper Quartet: Volume 1 (Time Is)
- 1954 Art Pepper Quintet (Discovery)
- 1956 Val's Pal (VSOP)
- 1956 The Art Pepper Quartet (Tampa/OJC)
- 1956 The Artistry of Pepper (Pacific Jazz)
- 1957 Show Time Japanese Import
- 1957 Art Pepper Meets the Rhythm Section (Contemporary/OJC)
- 1957 The Art of Pepper, Vol. 3 (Blue Note)
- 1957 The Art of Pepper, Vol. 1 (VSOP)
- 1957 The Art of Pepper, Vol. 2 (VSOP)
- 1957 Mucho Calor (Much Heat) (Andex/VSOP/TOFREC)
- 1958 The Art Pepper: Red Norvo Sextet (Score)
- 1959 Art Pepper + Eleven – Modern Jazz Classics (Contemporary/OJC)
- 1959 Two Altos (Savoy)
- 1960 Gettin' Together (Contemporary/OJC)
- 1960 Smack Up (Contemporary/OJC)
- 1960 Intensity (Contemporary/OJC)
- 1963 Pepper/Manne (Charlie Parker)
- 1964 Art Pepper Quartet in San Francisco (1964) [live] (Fresh Sound)
- 1968 Art Pepper Quintet: Live at Donte's 1968 (1968) [live] (Fresh Sound)
- 1975 Garden State Jam Sessions [live] (Lone Hill Jazz)
- 1975 I'll Remember April: Live at Foothill College (Storyville)
- 1975 Living Legend (Contemporary/Original Jazz Classics)
- 1976 The Trip (Contemporary/OJC)
- 1977 A Night in Tunisia [live] (Storyville)
- 1977 No Limit (Contemporary/OJC)
- 1977 Tokyo Debut [live] (Galaxy)
- 1977 Thursday Night at the Village Vanguard [live] (Contemporary/OJC)
- 1977 Friday Night at the Village Vanguard [live] (Contemporary/OJC)
- 1977 Saturday Night at the Village Vanguard [live] (Contemporary/OJC)
- 1977 More for Les: at the Village Vanguard Vol. 4 [live] (Contemporary/OJC)
- 1977 San Francisco Samba: Live at Keystone Korner (Contemporary)
- 1977 The Gauntlet / Original Sound Track (Warner Bros.)
- 1978 Live in Japan, Vol. 1: Ophelia (Storyville)
- 1978 Live in Japan, Vol. 2 (Storyville)
- 1978 Among Friends (Discovery)
- 1978 Art Pepper Today (Original Jazz Classics)
- 1978 Birds and Ballads (Galaxy)
- 1979 So in Love (Artists House)
- 1979 New York Album (Original Jazz Classics)
- 1979 Artworks (Galaxy)
- 1979 Tokyo Encore [live] (Dreyfus)
- 1979 Landscape [live] (Galaxy/OJC)
- 1979 Straight Life (Galaxy/OJC)
- 1980 Winter Moon (Galaxy/OJC)
- 1980 One September Afternoon (Galaxy/OJC)
- 1980 Blues for the Fisherman with Milcho Leviev Live at Ronnie Scott's London.(TAA/Mole)
- 1981 Art Pepper with Duke Jordan in Copenhagen 1981 [live] (Galaxy)
- 1981 Art Lives (Galaxy)
- 1981 Roadgame [live] (Galaxy/OJC)
- 1981 Art 'N' Zoot (WestWind)
- 1981 Arthur's Blues (Original Jazz Classics)
- 1982 Goin' Home (Original Jazz Classics)
- 1982 Tête-à-Tête (Galaxy/OJC)
- 1982 Darn That Dream (Real Time)
- 19?? Art Pepper with Warne Marsh (Victor (aka The Way it Was! Contemporary))
- 19?? Summer Knows (Absord)
- 19?? Art in L.A. (WestWind)